# Mostovskij rajon
Il Mostovskij rajon (in russo Мостовский район?) è un rajon del Kraj di Krasnodar, nella Russia europea.